# پاستل (غذا)
پاستل کلمه اسپانیایی و پرتغالی به معنای شیرینی است. در مکزیک، پاستل معمولاً به معنای کیک است، مانند کیک تریس لچس. با این حال، در کشورهای مختلف آمریکای لاتین، پاستل می‌تواند به غذاهای شیرین متفاوت و حتی به غذاهای بدون شکر نیز اشاره داشته باشد. در برخی مکان‌ها، مانند برزیل، پاستیل می‌تواند به مواد غذایی شیرین و غیر شکری اشاره داشته باشد.

## برزیل

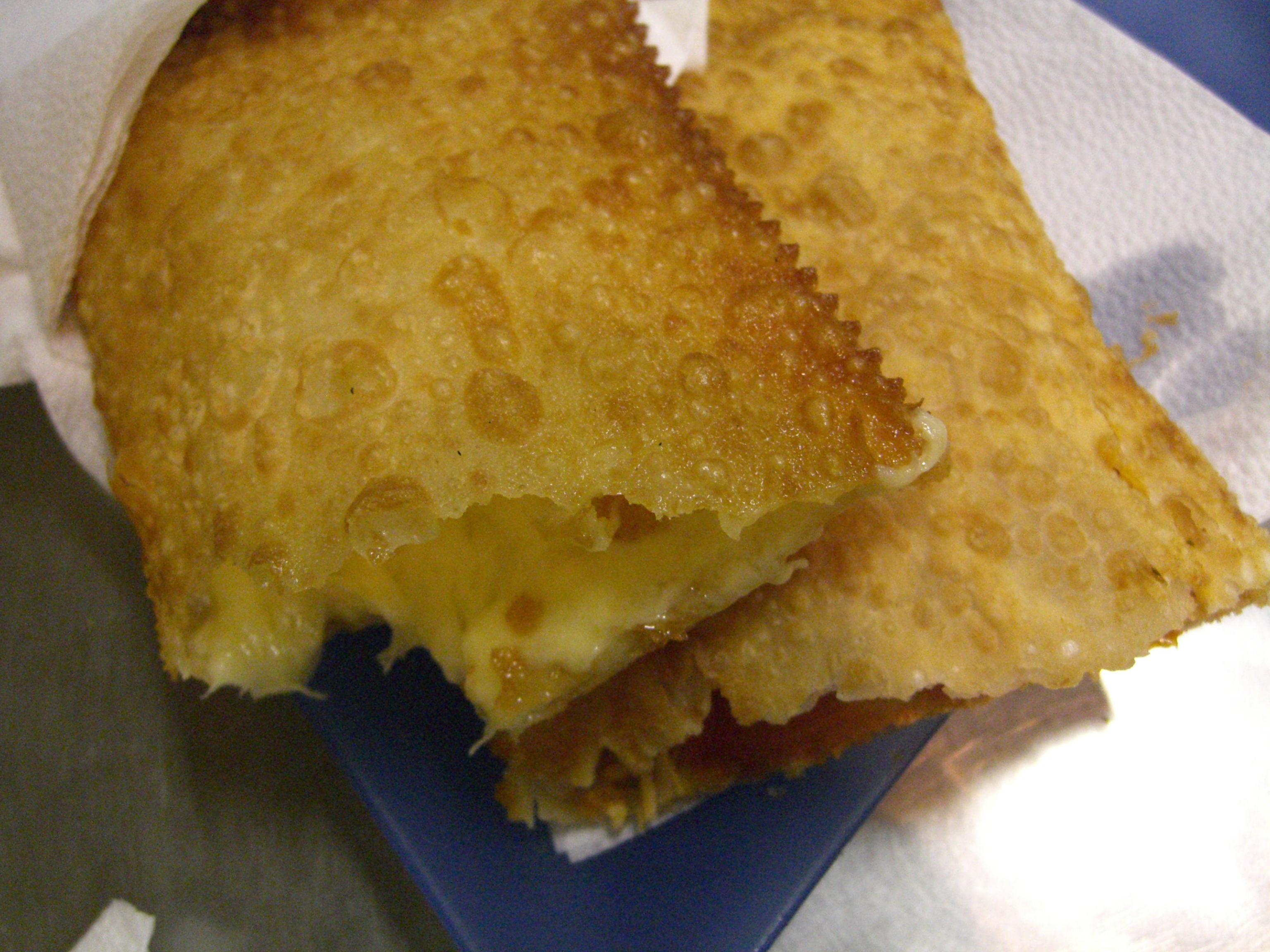
یک پاستل پنیر برزیلی ساخته شده در سائوپائولو

در برزیل، پاستیل (جمع: pastéis) یک نوع غذای خیابانی است که از پای‌های نازک نیم دایره یا مستطیل شکل با مواد میانی مختلف تشکیل شده است که می‌تواند شور یا شیرین باشد و در روغن سرخ شود. نتیجه یک پای ترد و سرخ شده با رنگ مایل به قهوه ای است. پاستل در غذاهای برزیلی به عنوان سالگادو (میان‌وعده‌های خوش طعم) طبقه‌بندی می‌شود. به‌طور سنتی در خیابان‌ها، بازارهای روباز، یا در مغازه‌هایی به نام پاستلاریا فروخته می‌شود. فولکلور رایج بیان می‌کند که پاستل‌های برزیلی زمانی پدید آمدند که مهاجران ژاپنی از رول بهاری سرخ‌شده چینی برای فروش به عنوان میان‌وعده در بازارهای خیابانی هفتگی استفاده کردند. مواد میانی پاستل برزیلی می‌تواند از گوشت چرخ کرده، موزارلا، پنیر نخل، ماهی روغن، پنیر خامه ای، مرغ و میگوی کوچک یا حتی موز و شکلات تشکیل شود.

## مکزیک

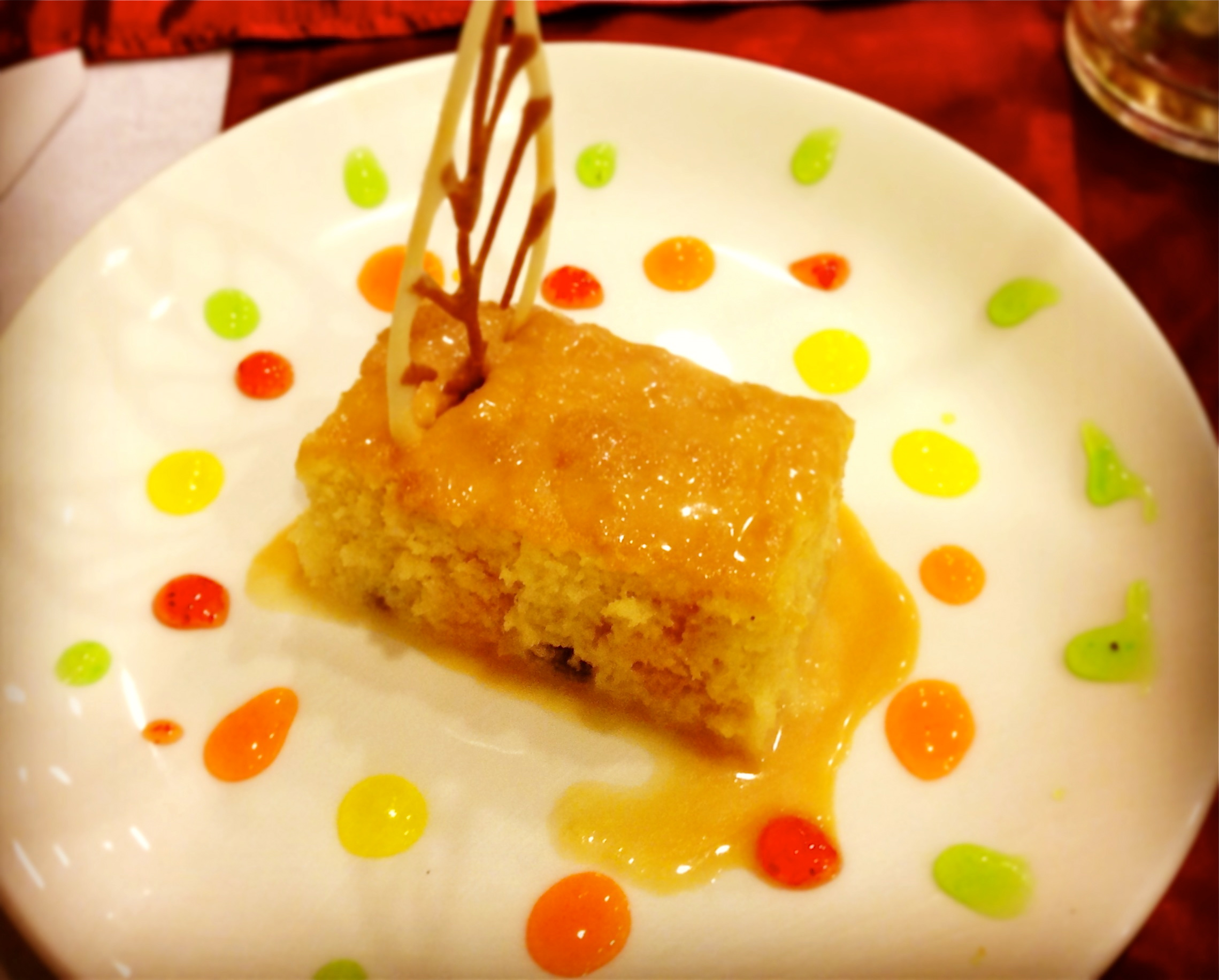
یک تکه تزئین شده از پاستل دو ترس لچس

در مکزیک، پاستل معمولاً به معنای کیک است، مانند دسری به نام کیک تریس لچس. در سایر کشورهای آمریکای لاتین مانند نیکاراگوئه، پاناما، کوبا، پورتوریکو، گواتمالا و کاستاریکا نیز سرو می‌شود.

## پرتغال
پاستیل در پرتغال ممکن است به چندین نوع دسر یا پیشخورد اشاره داشته باشد.

## یونان و قبرس
خوراکی با نام مشابه در یونان نوعی غذای آب نباتی از دانه کنجد است.

## اندونزی

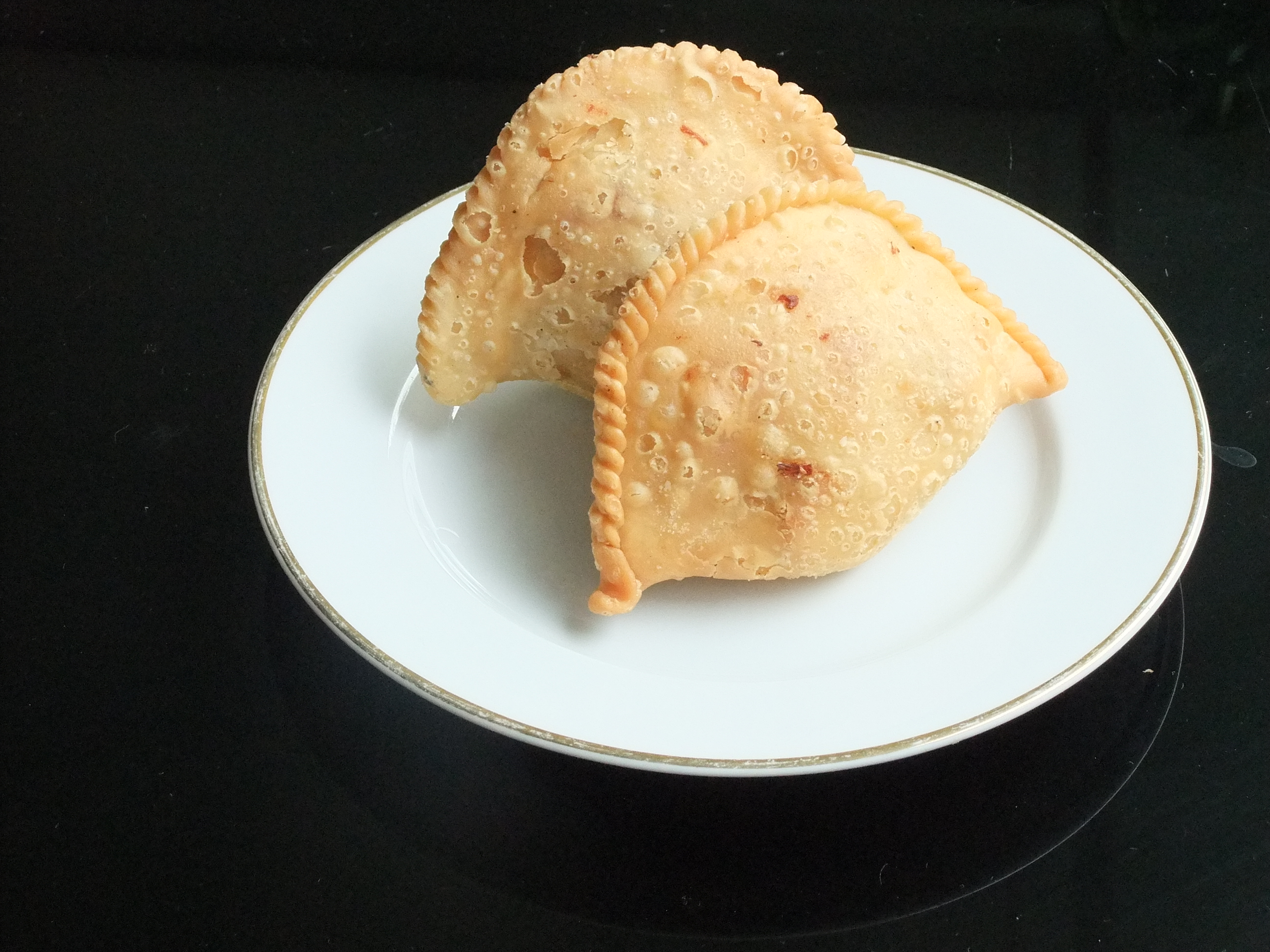
پاستیل اندونزیایی

در اندونزی، پاستل از مواد میانی گوشت (معمولاً مرغ) مخلوط شده با سبزیجات (نخود فرنگی، هویج خرد شده و سیب‌زمینی خرد شده)، ورمیشل برنج و گاهی برش‌های تخم‌مرغ ساخته شده و سپس در روغن نباتی سرخ می‌شود و به عنوان میان‌وعده مصرف می‌شود و معمولاً در بازارهای سنتی اندونزی فروخته می‌شود.